# Elio Villamizar
Elio Villamizar Carvajal, n. Guaca, Santander, Colombia, 8 de octubre de 1962, es un ciclista profesional venezolano de origen colombiano; en la actualidad está retirado.
Ganó la Vuelta al Táchira y Vuelta a Venezuela, además de estar en otras competiciones nacionales.

## Palmarés
1983
- 2.º en Clasificación General Final Clásico Virgen de la Consolación de Táriba  Venezuela

1984
- 1.º en Clasificación General Final Vuelta a Venezuela  Venezuela

1985
- 1.º en Clasificación General Final Vuelta a Venezuela  Venezuela
- 2.º en 7.ª etapa parte B Vuelta al Táchira, Barinas  Venezuela
- 3.º en Clasificación General Final Vuelta al Táchira  Venezuela

1986
- 3.º en Clasificación General Final Clásico Virgen de la Consolación de Táriba  Venezuela
- 2.º en 5.ª etapa parte A Vuelta al Táchira, Tovar  Venezuela
- 2.º en 4.ª etapa Clásico RCN, Caqueta  Colombia
- 2.º en 6.ª etapa Clásico RCN, Bogotá   Colombia
- 4.º en Clasificación General Final Clásico RCN  Colombia
- 2.º en Clasificación Montaña Clásico RCN  Colombia
- 1.º en Clasificación General Final Vuelta Internacional al Estado Trujillo  Venezuela

1987
- 1.º en 6.ª etapa Vuelta al Táchira, San Antonio  Venezuela
- 1.º en Clasificación General Final Vuelta al Táchira  Venezuela
- 8.º en Clasificación General Final Clásico RCN  Colombia
- 4.º en 11.ª etapa Vuelta a Colombia, Medellín  Colombia

1988
- 2.º en 1.ª etapa Vuelta a Colombia, La Ceja  Colombia

1989
- 2.º en 1.ª etapa Vuelta a Colombia, Rionegro  Colombia
- 5.º en 12.ª etapa Vuelta a Colombia, Bogotá  Colombia

## Equipos
- 1985  Lotería del Táchira
- 1987  Lotería del Táchira